# Liste de théâtres de marionnettes
Liste par pays de théâtres de marionnettes

## Allemagne
- Théâtre de marionnettes d'Augsbourg (de)
- Théâtre de marionnettes de Magdeburg

## Belgique
- Bruxelles :
  - Théâtre royal de Toone
  - Le Théâtre du Tilleul
- Liège :
  - Le Théâtre à Denis

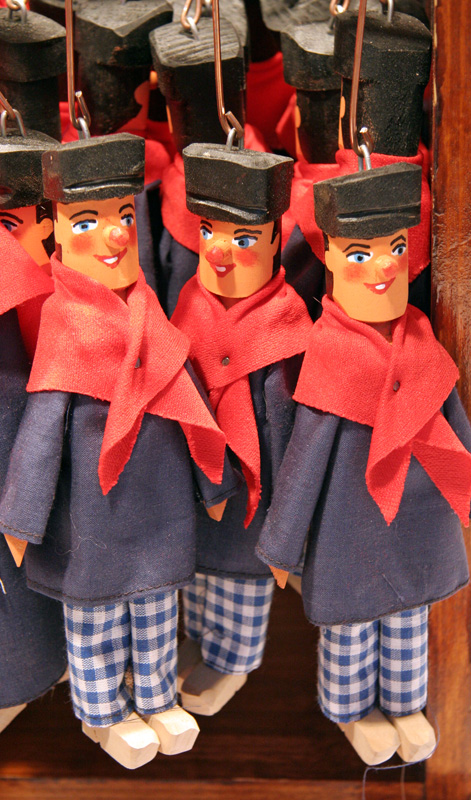
Tchantchès, marionnette liégeoise

  - Le Théâtre de Marionnettes du Musée de la Vie wallonne
  - Le Théâtre de l'Empire

## Bosnie-Herzégovine
- Banja Luka
  - Théâtre pour enfants de la République serbe

## Canada
- Montréal : 
  - Soma
  - Théâtre de la Pire Espèce
- Upton :
  - Théâtre de la Dame de Cœur

## Chine
- Théâtre de Marionnettes de Zhangzhou
- Troupe des Marionnettes de Yangzhou
- Troupe des Marionnettes de Shanghai (1960)
- Troupe de Théâtre d’Ombres de Tangshan (1959)
- Théâtre de Marionnettes et d’Ombres de Chengdu (1957)
- Compagnie de Théâtre de Marionnettes de Guangdong (1956)
- Compagnie nationale de Marionnettes de Chine (1955)
- Troupe de Marionnettes de Quanzhou (1952)...

## France
Les Théâtres de Marionnettes, ou d'effigies par région.

### Alsace
- Strasbourg : TJP Centre dramatique national de Strasbourg Grand Est

### Aquitaine
- Bordeaux : Théâtre Guignol Guérin[1] (parc bordelais) fondé en 1853, famille Guérin depuis 6 générations

### Bretagne
- Hennebont : Théâtre à la Coque
- Hennebont : Les Marionnettes d'Armor

### Champagne-Ardenne
- Charleville-Mézières (Ardennes) : Institut international de la marionnette

### Hauts-de-France
- Lille (Nord) : Le P'tit Jacques

### Île-de-France
- La Norville (Essonne) : Compagnie Daru dite Daru-Thémpô
- Paris :
  - 5e : Le Mouffetard - Théâtre des arts de la marionnettes
  - 6e : Théâtre des Marionnettes du jardin du Luxembourg
  - 7e : Théâtre guignol du Champ de Mars
  - 8e : Marionnettes des Champs-Élysées
  - 11e : Théâtre de la marionnette à Paris
  - 15e : Théâtre de marionnettes du parc Georges-Brassens
  - 15e : Théâtre de marionnettes du square Saint-Lambert
  - 16e : Théâtre de marionnettes du jardin du Ranelagh
  - 16e : Marionnettes de Joseph
  - 19e : Théâtre Guignol Anatole
  - 20e : Théâtre aux Mains Nues

- Val-d'Oise (Val-d'Oise) : Théâtre sans toit
- Villeneuve-la-Garenne (Hauts-de-Seine) : Les Petits Bouffons de Paris Guignol du Parc des Chanteraines
- Antony (Hauts-de-Seine): Le Guignol du parc de Sceaux - Parc de Sceaux
- Issy-les-Moulineaux (Hauts-de-Seine): Le Guignol de l'île - Parc départemental de l'île St Germain

### Occitanie/ Pyrenées-Méditerranée
- Gard : Délit de façade
- Tournefeuille (Haute-Garonne) : Marionnettissimo
- Quint-Fonsegrives (Haute-Garonne): Odradek/Compagnie Pupella-Noguès
- Nîmes, Théâtre Le Périscope
- Saint- Affrique, Musée de la Marionnette

### Pays de la Loire
- Nantes (Loire-Atlantique) : La Maison de la Marionnette, Royal de luxe, Théâtre pour deux mains
- Château-Gontier (Mayenne) : Collectif Label Brut

### Picardie
- Amiens (Somme) : Théâtre d'Animation Picard-Ches Cabotans d'Amiens

### Provence-Alpes-Côte d'Azur
- Marseille (Bouches-du-Rhône) : Théâtre Massalia

### Rhône-Alpes Auvergne
- Montélimar (Drôme) : Théâtre du Fust
- Lyon : Compagnie MA (successeur de la Compagnie des Zonzons)
- Monétay sur Allier : Marionnettes expo
- Brindas : Musée-théâtre Guignol

## Géorgie
- Théâtre de marionnettes de Rezo Gabriadze[2] de Revaz Gabriadze

## Russie
- Petrozavodsk
  - Théâtre de marionnettes de Petrozavodsk
  - Théâtre d'état tchouvache de marionnettes (it)